# Earl of Tyrconnell
Earl of Tyrconnell war ein erblicher britischer Adelstitel, der viermal in der Peerage of Ireland verliehen wurde. Der Titel war nach dem ehemaligen irischen Königreich Tyrconnell benannt.

## Verleihungen
Der Titel wurde erstmals am 27. September 1603 von König Jakob I. für den König von Tyrconnell Rory O’Donnell geschaffen. Dieser hatte im Rahmen des Friedensschlusses nach dem Neunjährigen Krieg der englischen Krone Treue geschworen, alle seine irischen Titel aufgegeben und erhielt im Gegenzug des Earlstitel. In der Folgezeit konnte doch das Misstrauen zwischen den ehemaligen Kriegsgegnern nicht überwunden werden und der Earl sah sich 1607 genötigt, zusammen mit dem Earl of Tyrone sowie einigen Angehörigen, nach Italien zu fliehen um einer drohenden Verhaftung zu entgehen (Flight of the Earls). 1614 wurde ihm sein Titel durch Parlamentsbeschluss (Bill of Attainder) wegen Hochverrats rückwirkend aberkannt und erloschen.
In zweiter Verleihung wurde der Titel am 20. April 1661 für Oliver Fitzwilliam, 2. Viscount Fitzwilliam, neu geschaffen. Er hatte bereits 1650 von seinem Vater die Titel Viscount FitzWilliam, of Merrion in the County of Dublin, und Baron FitzWilliam, of Thorncastle in the County of Dublin, geerbt, die diesem am 5. August 1629 in der Peerage of Ireland verliehen worden waren. Sein Earlstitel erlosch bereits am 11. April 1667, als er kinderlos starb. Seine Viscountcy und Baronie fielen an seinen jüngeren Bruder.
Am 20. Juni 1685 wurde der Titel in dritter Verleihung an den Höfling und Militär Richard Talbot verliehen, zusammen mit den nachgeordneten Titeln Viscount Baltinglass und Baron of Talbotstown. Dieser war 1685 bis 1689 Vizekönig von Irland. Er hielt auch nach der Glorious Revolution von Wilhelm III. dem alten König Jakob II. die Treue, weshalb ihm seine Titel 1691 wegen Hochverrats aberkannt wurden und erloschen.
In vierter Verleihung wurde der Titel Earl of Tyrconnell, of Tyrconnell in the Province of Ulster, am 1. Mai 1761 für George Carpenter, 3. Baron Carpenter, neu geschaffen, zusammen mit dem nachgeordneten Titel Viscount Carlingford, of Carlingford in the County of Louth. Bereits 1749 hatte er von seinem Vater George Carpenter († 1749) den Titel Baron Carpenter, of Killaghy in the County of Kilkenny, geerbt der 1719 seinem Großvater George Carpenter (1657–1732) verliehen worden war. Die Titel erloschen beim kinderlosen Tod seines Enkels, des 4. Earls, am 26. Januar 1853.

## Liste der Earls of Tyrconnell

### Earls of Tyrconnell, erste Verleihung (1603)
- Rory O’Donnell, 1. Earl of Tyrconnell (1575–1608) (Titel verwirkt)

### Earls of Tyrconnell, zweite Verleihung (1661)
- Oliver FitzWilliam, 1. Earl of Tyrconnell († 1667)

### Earls of Tyrconnell, dritte Verleihung (1685)
- Richard Talbot, 1. Earl of Tyrconnell (1630–1691) (Titel verwirkt 1691)

### Earls of Tyrconnell, vierte Verleihung (1761)
- George Carpenter, 1. Earl of Tyrconnell (1723–1762)
- George Carpenter, 2. Earl of Tyrconnell (1750–1805)
- George Carpenter, 3. Earl of Tyrconnell (1788–1812)
- John Carpenter, 4. Earl of Tyrconnell (1790–1853)